# Месоядни бръмбари
Месоядните бръмбари (Adephaga) са подразред насекоми от разред Бръмбари (Coleoptera).
Таксонът е описан за пръв път от Жозеф Филип дьо Клервил през 1806 година.

## Семейства
- Надсемейство Caraboidea – Карабоидни
- Надсемейство Dytiscoidea
- Надсемейство Gyrinoidea
- Надсемейство Haliploidea
- Семейство Aspidytidae
- Семейство Carabidae – Бегачи
- Семейство Dytiscidae – Плавачи
- Семейство Gyrinidae – Водни бегачи
- Семейство Haliplidae
- Семейство Hygrobiidae
- Семейство Meruidae
- Семейство Noteridae
- Семейство Paelobiidae
- Семейство Pelobiidae
- Семейство Rhysodidae – Рисодиди
- Семейство Trachypachidae